# Société royale de philatélie du Canada
La Société royale de philatélie du Canada (SRPC ou RPSC pour Royal Philatelic Society of Canada en anglais) est une fédération nationale des associations de collectionneurs de timbres-poste du Canada. Elle est issue d'une société nationale de philatélie fondée en 1887.
Elle organise chaque année une convention et publie une revue bimestrielle, Le Philatéliste canadien (The Canadian Philatelist). Son site internet présente des études philatéliques sur des émissions canadiennes anciennes ou plus récentes.